# Olszowiec (okres Lublin)
Olszowiec je starostenská vesnice v gmině Bychawa, okres Lublin, Lublinské vojvodství v Polsku.
V letech 1975–1998 obec byla pod administrativou Lublinského vojvodství. V roce 2011 ve vesnici žilo 95 obyvatel (z toho 56 mužů a 39 žen).
Vesnicí prochází silnice 2285L